# Изабела Соуза
Изабела Соуза (шп. Isabela Souza; 13. јануар 1998) је бразилска глумица и певачица. Позната је по улогама Бриде у Дизнијевој серији Juacas, за чије потребе је научила да сурфује, и Биа из истоимене серије, у којој тумачи главну улогу.

## Филмографија
| Улоге Валентине Зенере |              |               |       |                |
| Година                 | Српски назив | Изворни назив | Улога | Напомена       |
| 2017.                  | Ђуакас       | Juacas        | Брида | Споредна улога |
| 2019.                  | Биа          | Bia           | Биа   | Главна улога   |